# Solokhaül
Solokhaül - Солохаул (rus) - és un poble del krai de Krasnodar, a Rússia. Es troba a la vora esquerra del riu Xakhé, a 33 km de la costa de la mar Negra, a 24 km al nord-oest de Sotxi i a 148 km al sud-est de Krasnodar, la capital.
Pertanyen a aquest municipi les poblacions de Bzogu, Verkhnerúskoie Loo, Otràdnoie, Khartsiz Vtoroi i Khartsiz Pervi.